# Майнерцхаген
Майнерцхаген (нем. Meinerzhagen) — город в Германии, в земле Северный Рейн-Вестфалия.
Подчинён административному округу Арнсберг. Входит в состав района Меркиш.  Население составляет 20 838 человек (на 31 декабря 2010 года). Занимает площадь 115,18 км². Официальный код  —  05 9 62 036.
| Год  | Население |
| ---- | --------- |
| 1995 | 21 311    |
| 2000 | 21 872    |
| 2005 | 21 925    |
| 2010 | 21 049    |
| 2023 | 20 653    |

## Фотографии

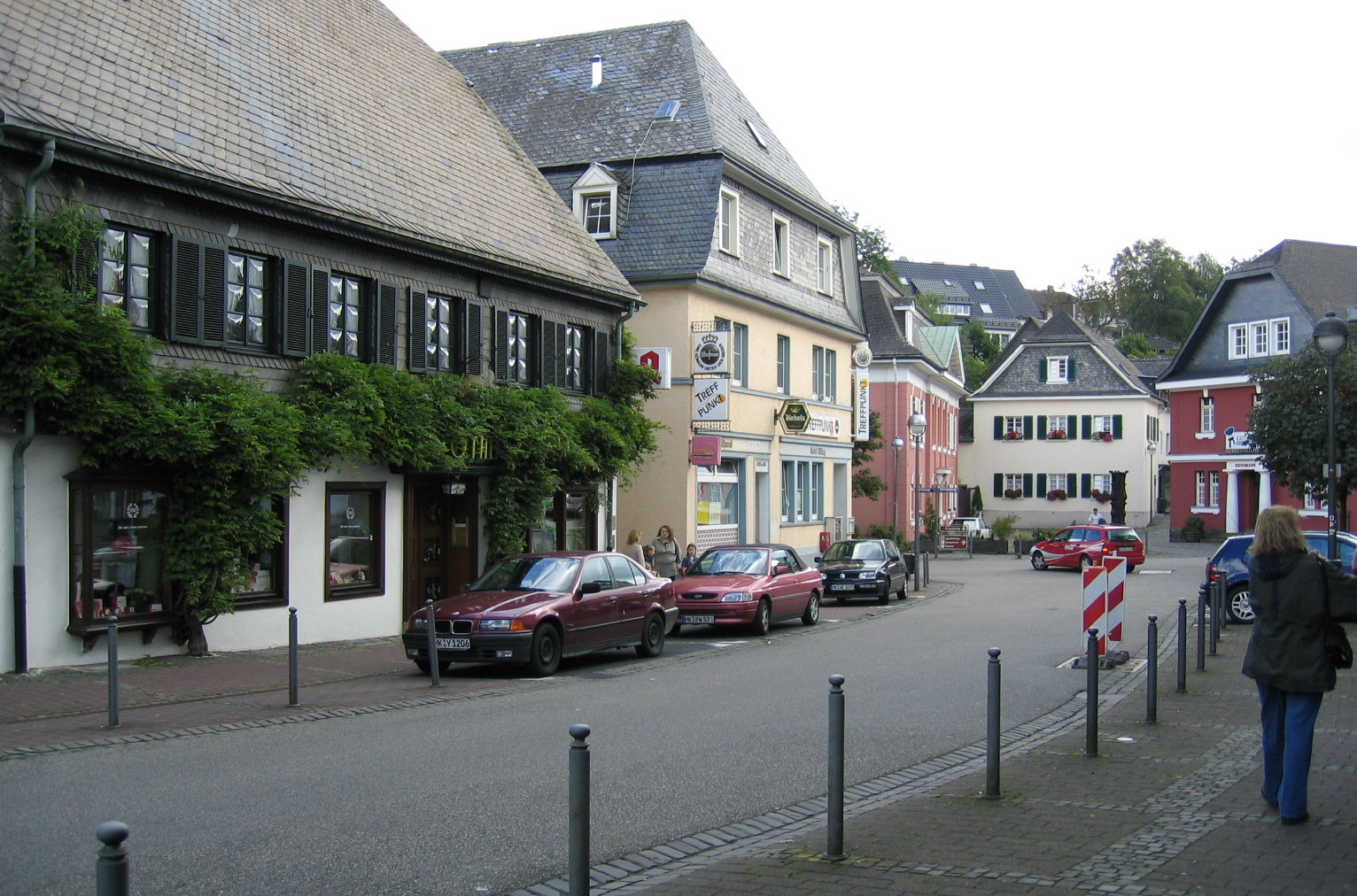
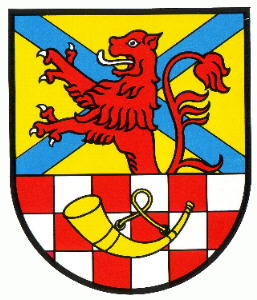
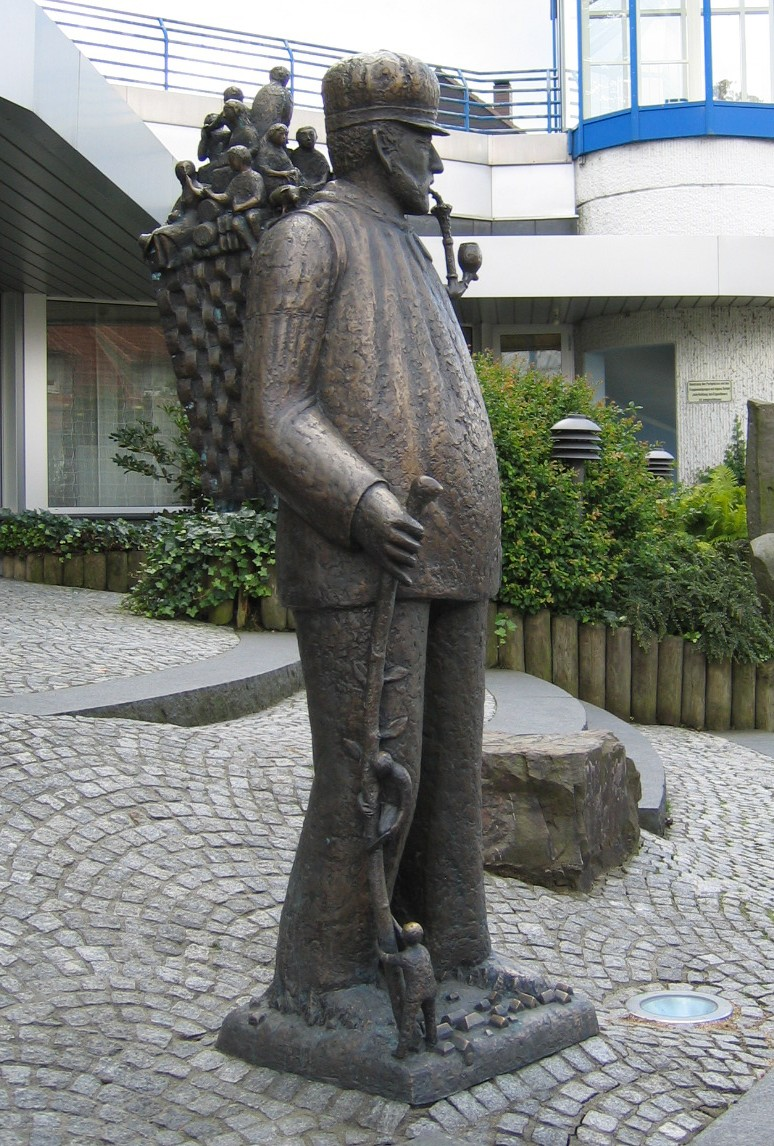